# Łagówek
Łagówek (niem. Neu Lagow) – wieś w Polsce położona w województwie lubuskim, w powiecie świebodzińskim, w gminie Łagów.
W latach 1975–1998 miejscowość administracyjnie należała do województwa zielonogórskiego.

## Zabytki
Do wojewódzkiego rejestru zabytków wpisany jest:
- kościół filialny pod wezwaniem Niepokalanego Poczęcia NMP, murowano-szachulcowy, z XVIII wieku, przebudowywany na początku XX wieku.